# Лазница (община Марибор)
Вижте пояснителната страница за други значения на Лазница.
Лазница (на словенски: Laznica) е село в Словения, Подравски регион, община Марибор. Според Националната статистическа служба на Република Словения през 2002 г. селото има 325 жители.